# Tercera Aliyà
La Tercera Aliyà es refereix a la tercera ona d'immigració jueva a Israel des d'Europa, inspirada per motius ideològics sionistes, entre els anys 1919 i 1923 (a partir del final de la Primera Guerra Mundial fins al començament de la crisi econòmica en aquell país). Un símbol de l'inici d'aquesta tercera ona és l'arribada de l'embarcació Roselan en el port de Jaffa el 19 de desembre de 1919. En el vaixell hi havia 650 nous immigrants (olim) a bord. Durant aquest període, al voltant de 35.000 nous immigrants van arribar a Palestina procedents principalment de països d'Europa Oriental (dels quals aproximadament el 45% dels immigrants eren arribats de Rússia, 31% de Polònia, el 5% de Romania i només el tres per cent de Lituània). El més destacat van ser els joves pioners els quals van arribar al país entre els anys 1919 i 1921. Després d'aquests anys el seu nombre es va fer menor entre els immigrants. La importància d'aquests pioners va ser tan gran com la dels integrants de la Segona Aliyà. La seva ideologia va contribuir molt a la construcció del país, per la qual cosa va marcar la seva petjada en el sionisme i en el desenvolupament dels assentaments jueus en la zona, convertint als sionistes en la població majoritària del Yishuv.

## Causes de la Tercera Aliyà
- La Declaració Balfour de 1917 li va donar esperances al moviment sionista i va obrir el camí per a la colonització jueva de Palestina.
- Les conseqüències socials a Europa després de la Primera Guerra Mundial van començar a despertar el nacionalisme entre les nacions de l'Europa Oriental el que va conduir, entre altres conseqüències, al naixement de nou països.
- La revolució i posterior Guerra Civil russa va donar lloc a una ona de pogroms. S'estima que uns 100.000 jueus van morir assassinats i altres 500.000 van quedar sense llar
- La crisi econòmica a Europa afecte també als jueus i part d'ells van arribar amb l'esperança de començar una nova vida a Israel.
- Als nous països que es van formar després de la Primera Guerra Mundial va sorgir el "problema de les minories ètniques" (entre les quals es trobaven els jueus). Batalles van esclatar entre els petits grups ètnics. A Polònia, per exemple, no es va complir correctament el promès a les minories (després de format el país) cosa que va provocar grans disturbis.
- El tancament de la immigració als Estats Units.
- El relatiu èxit de l'absorció de la segona ona d'immigració a la Terra d'Israel i les ideologies socialistes d'aquesta Aliyà.

En conclusió, els immigrants portaven amb si grans esperances per al seu nou futur a la Terra d'Israel. Molts d'ells s'havien vist obligats a emigrar a causa de l'evolució de la situació als seus propis països i el creixement de les aspiracions nacionalistes dels diferents grups minoritaris.
Les institucions sionistes oficials es van oposar a aquesta tercera ona d'immigració, ja que temien que el país no estigui en condicions d'absorbir un nombre tan gran de persones. Fins i tot l'Agència Jueva va demanar que només les persones que tinguin suficients recursos econòmics s'estableixin al país. Però la dura realitat havia canviat les seves expectatives, ja que, donada la mala situació econòmica dels jueus de l'Europa Oriental (sumat també als disturbis i pogroms), molts jueus van poder emigrar als països que van obrir les portes a la immigració com Estats Units i els països centrals d'Europa Occidental.
En 1924 la crisi econòmica a Israel va acabar, i coincidint amb la modificació de les regulacions immigratòries als Estats Units d'Amèrica, el caràcter i la composició de la immigració a la Terra d'Israel va canviar, doncs els que fins llavors eren pioners sionistes, es van convertir en classe mitjana en la quarta Aliyà. Aquests períodes es defineixen com onades migratòries independents.